# Нзара
Нзара (англ. Nzara) — город на юго-западе Южного Судана, на территории округа Нзара (округ) штата Западная Экватория.

## Географическое положение
Город находится в южной части штата, на расстоянии приблизительно 15 километров к северо-западу от Ямбио, административного центра штата и на расстоянии 367 километров к западу от столицы страны Джубы. Абсолютная высота — 595 метров над уровнем моря.

## Население
По данным официальной переписи 2008 года численность населения Нзары составляла 30 754 человек.
Динамика численности населения города по годам:
| 2008   | 2013   |
| ------ | ------ |
| 30 754 | 34 988 |

## Транспорт
Ближайший аэропорт расположен в городе Ямбио.